# Bina Shah
Bina Shah, née à Karachi, est une journaliste et écrivaine pakistanaise.

## Œuvres
- Animal Medicine, nouvelles, 2000
- Where They Dream in Blue, roman, 2001
- The 786 Cybercafé, roman, 2004
- Blessings, nouvelles, 2007
- Slum Child, roman, 2010
- A Season For Martyrs, roman, 2014

- traduit en français sous le titre La Huitième Reine par Christine Le Bœuf, Arles, France, Actes Sud, 2016, 288 p.  (ISBN 978-2-330-05891-3)
- Before She Sleeps (2018)[2]